# Пармис (жена Дария I)
Пармис (др.-греч. Παρμίσης) — жена персидского царя Дария I.
По свидетельству Геродота, отцом Пармис был Бардия. По мнению исследователя В. П. Орлова, не исключена родственная связь между Пармис и братом дочери Астиага Аметидой (вероятно, по замечанию Дьяконова И. М., незаконным сыном Астиага или сыном матери Аметиды от другого отца)
После своего восхождения на трон в 522 году до н. э. Дарий I взял в жёны знатнейших персиянок, в том числе Пармис.
В браке Дария и Пармис был рождён Ариомард, в 480—479 годах до н. э. принявший участие в походе своего единокровного брата Ксеркса I в Грецию в качестве предводителя мосхов и тибаренов. Возможно, потомком Пармис был одноимённый военачальник конца V века до н. э., принявший участие в подавлении бунта сатрапа Лидии Писсуфна, восставшего против Дария II.